# 778
778 (DCCLXXVIII, na numeração romana) foi um ano comum do século VIII, do Calendário Juliano, da Era de Cristo, teve início a uma Quinta-feira e terminou também a uma Quinta-feira, e a sua letra dominical foi D.
| Ano completo                        |
| ----------------------------------- |
| Ano comum com início à quinta-feira |

## Eventos

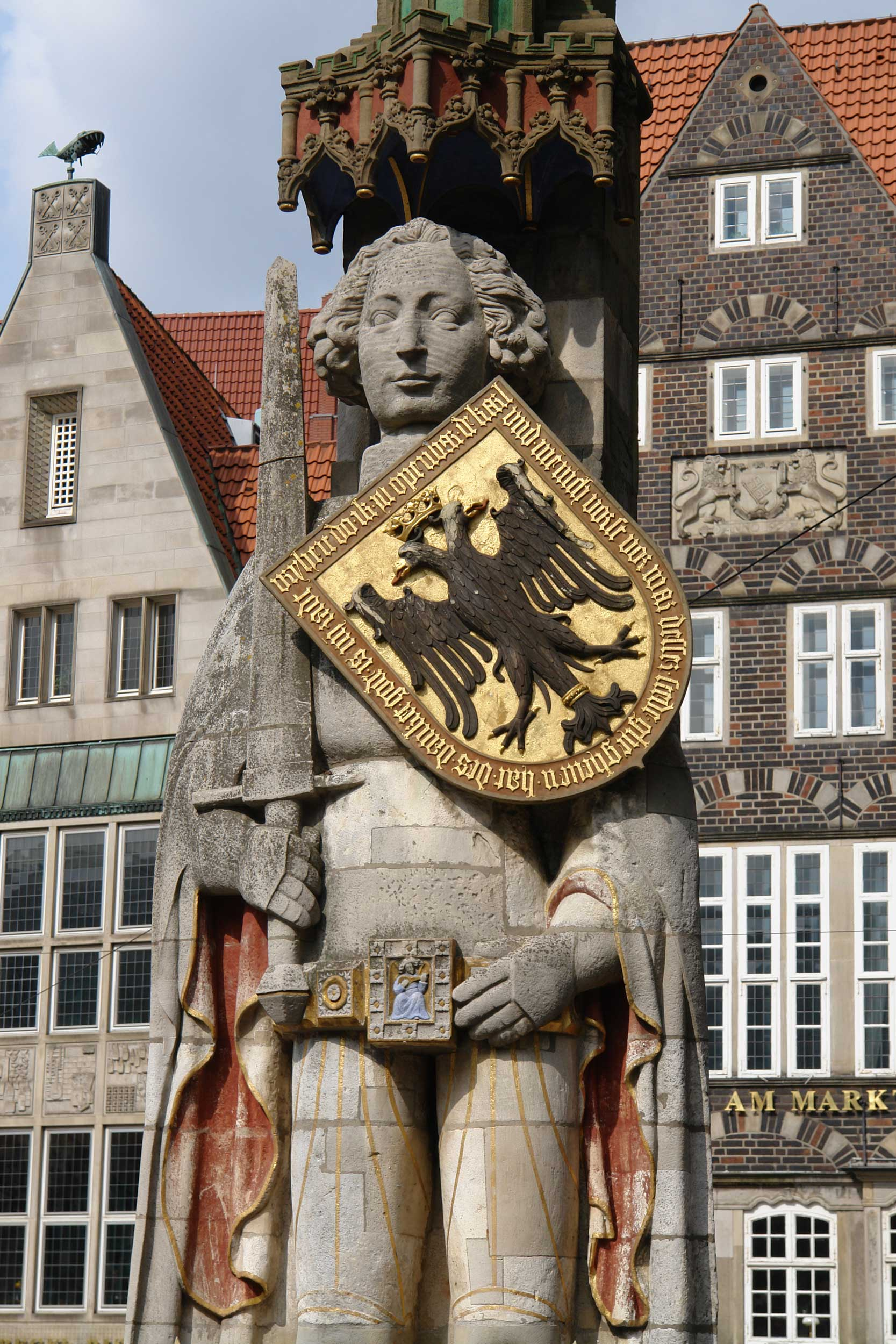
Detalhe da estátua de Rolando em Bremen (Património Mundial).

- 15 de Agosto: Carlos Magno é derrotado na Batalha de Roncesvales, após ter destruído as muralhas de Pamplona, facto retratado no poema épico La chanson de Roland (A Canção de Rolando).

## Nascimentos
- Ermengarda de Hesbaye, rainha e imperatriz consorte de Luís, o Piedoso.
- Zhaozhou Congshen - monge budista.

## Mortes
- Fujiwara no Kiyokawa, embaixador do Japão no Período Nara.